# Fliksäfferot
Fliksäfferot (Seseli montanum) är en flockblommig växtart som beskrevs av Roberto de Visiani. Fliksäfferot ingår i släktet säfferötter, och familjen flockblommiga växter. Arten är reproducerande i Sverige.